# 大宮操車場
大宮操車場（おおみやそうしゃじょう）は、埼玉県さいたま市大宮区にある、東日本旅客鉄道（JR東日本）の操車場。東北本線所属。
東北本線の与野駅 - 大宮駅間の東北貨物線上に設置されており、武蔵野線貨物支線（大宮支線）や高崎線の、貨物列車運行上の分岐点として機能している。
大宮駅の南側にあり、与野駅からさいたま新都心駅にかけて、京浜東北線と東北本線旅客線の西側に広がっている。武蔵野線大宮支線（複線・地下）は北浦和駅と与野駅の間で、東北貨物線上下線の間に出て操車場につながる。さいたま新都心駅に隣接して、上り本線、上り待機線3本、中線2本、下り本線、下り待機線4本が並んでいる。上下本線は湘南新宿ラインの列車が通過する。

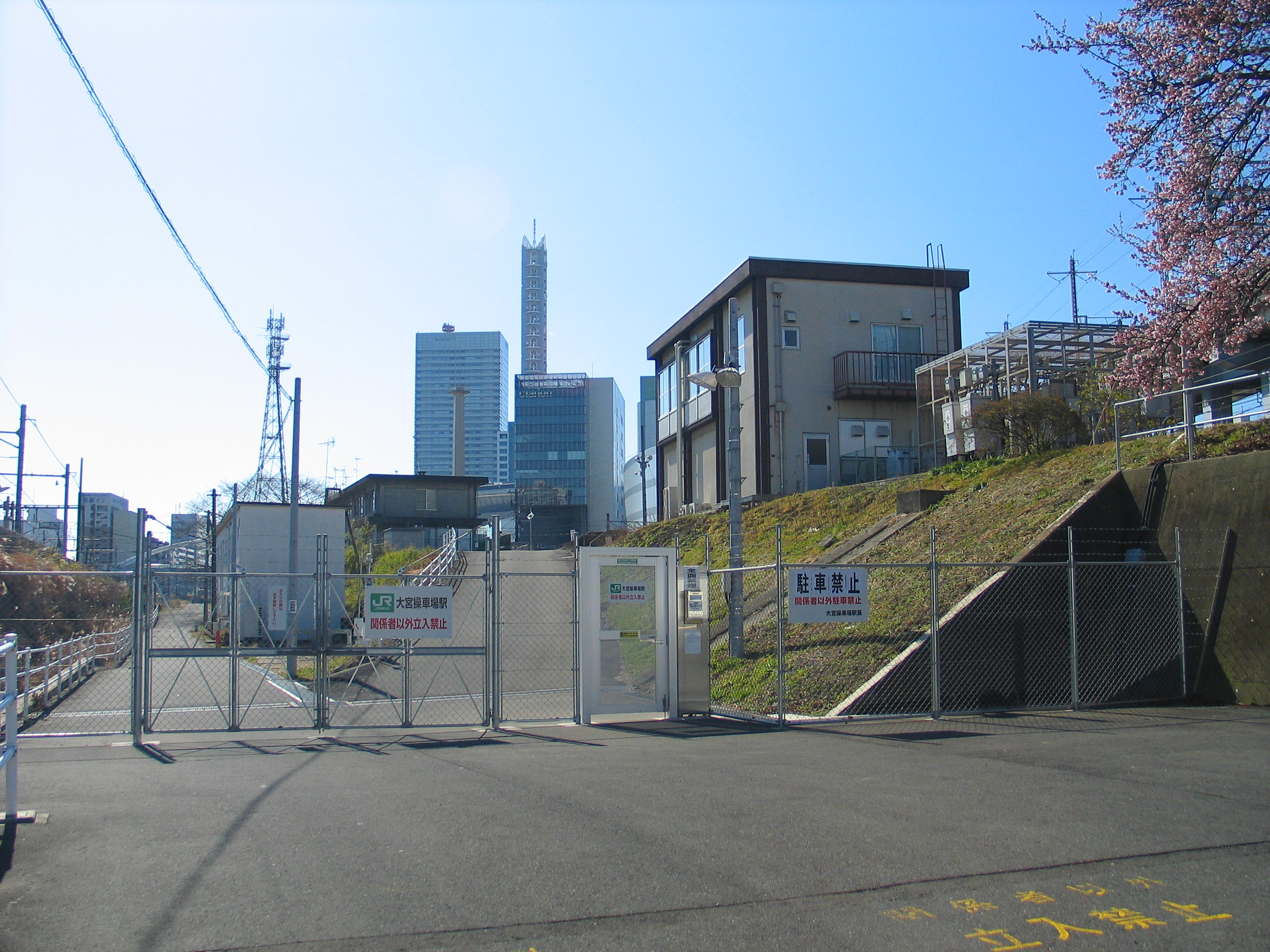
大宮操車場入口（2012年3月）

## 歴史

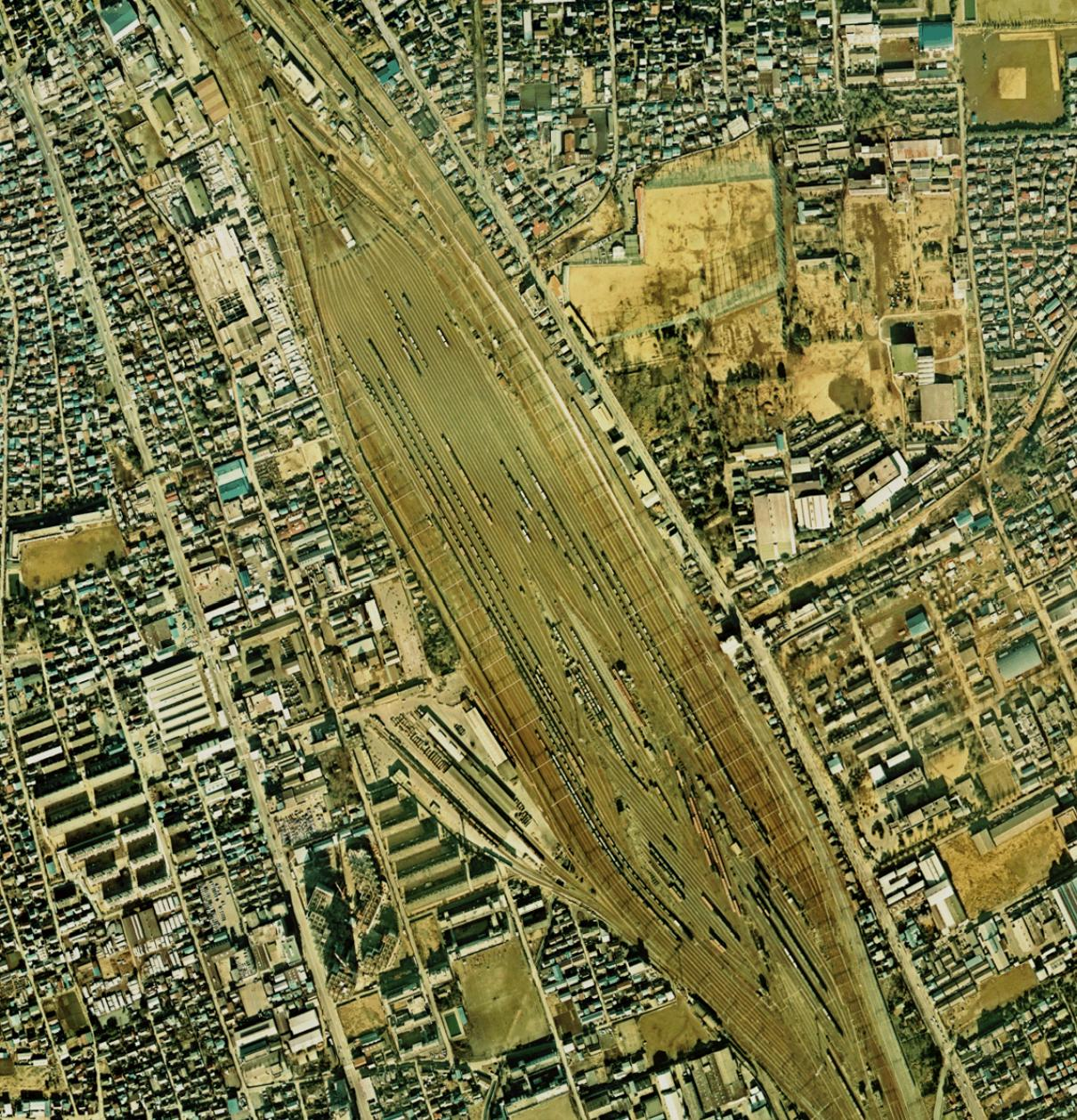
大宮操車場付近（1974年撮影 国土画像情報オルソ化空中写真（国土交通省）より）

1927年に大宮駅の付属設備として開設された。1961年に大宮駅の客貨分離が行われ、貨物取扱業務と操車場業務を担う貨物駅の大宮操駅（おおみやそうえき）が設置された。3面6線の貨物ホームを有し、コンテナ貨物も取り扱う大規模な駅であった。その機能から大宮貨物駅とも呼ばれ、駅舎の看板もそのように書かれていた。旧大宮市における鉄道貨物輸送の拠点であった。
その後、鉄道貨物輸送が衰退したため、1984年2月1日ダイヤ改正により当駅の操車場機能とコンテナ貨物の取扱が廃止され、1986年には貨物駅としても廃止となり、敷地を大幅に縮小した。縮小により生じた広大な土地は、1990年代から2000年にかけてさいたま新都心として整備された。1990年代の一時期、大宮操駅は新都心建設に伴う残土輸送の発送駅として、臨時駅扱いで再開業した。
街開きに先立つ2000年4月1日に、付近の東北本線上の旅客駅としてさいたま新都心駅が新設された。

### 年表
- 1927年（昭和2年）8月：大宮駅の付属設備として、大宮操車場開設。
- 1961年（昭和36年）2月17日：大宮駅の客貨分離により、貨物取扱業務と操車場業務を担う大宮操駅が開業[1]。
- 1974年（昭和49年）10月1日：チッキ取扱を開始（操車場併設一般駅となる）[1]。
- 1978年（昭和53年）10月2日：小荷物取扱を終了（操車場併設貨物駅に戻る）[1]。
- 1984年（昭和59年）2月1日：コンテナ貨物の取扱を終了し、操車場機能を停止。
- 1986年（昭和61年）11月1日：車扱貨物の取扱を終了（貨物駅機能を廃止）、大宮操車場に降格[1]。
- 1987年（昭和62年）4月1日：国鉄分割民営化によりJR東日本の操車場となる[1]。
- 1991年（平成3年）：さいたま新都心が着工。
- 1997年（平成9年）
  - 1月10日：臨時駅の大宮操駅に昇格[1]。
  - 1月27日：熊谷貨物ターミナル駅向けの残土輸送開始[2]。
- 1998年（平成10年）12月21日：残土輸送終了。この後、再び大宮操車場に戻る。
- 2016年（平成28年）度末：宇都宮線・高崎線の東京方面輸送障害時に大宮駅 - 宇都宮駅・高崎駅方面への折り返し運転のため、当施設の活用を開始する計画となっている[3]。

## 駅周辺
- JR東日本 さいたま新都心駅・北与野駅

## その他

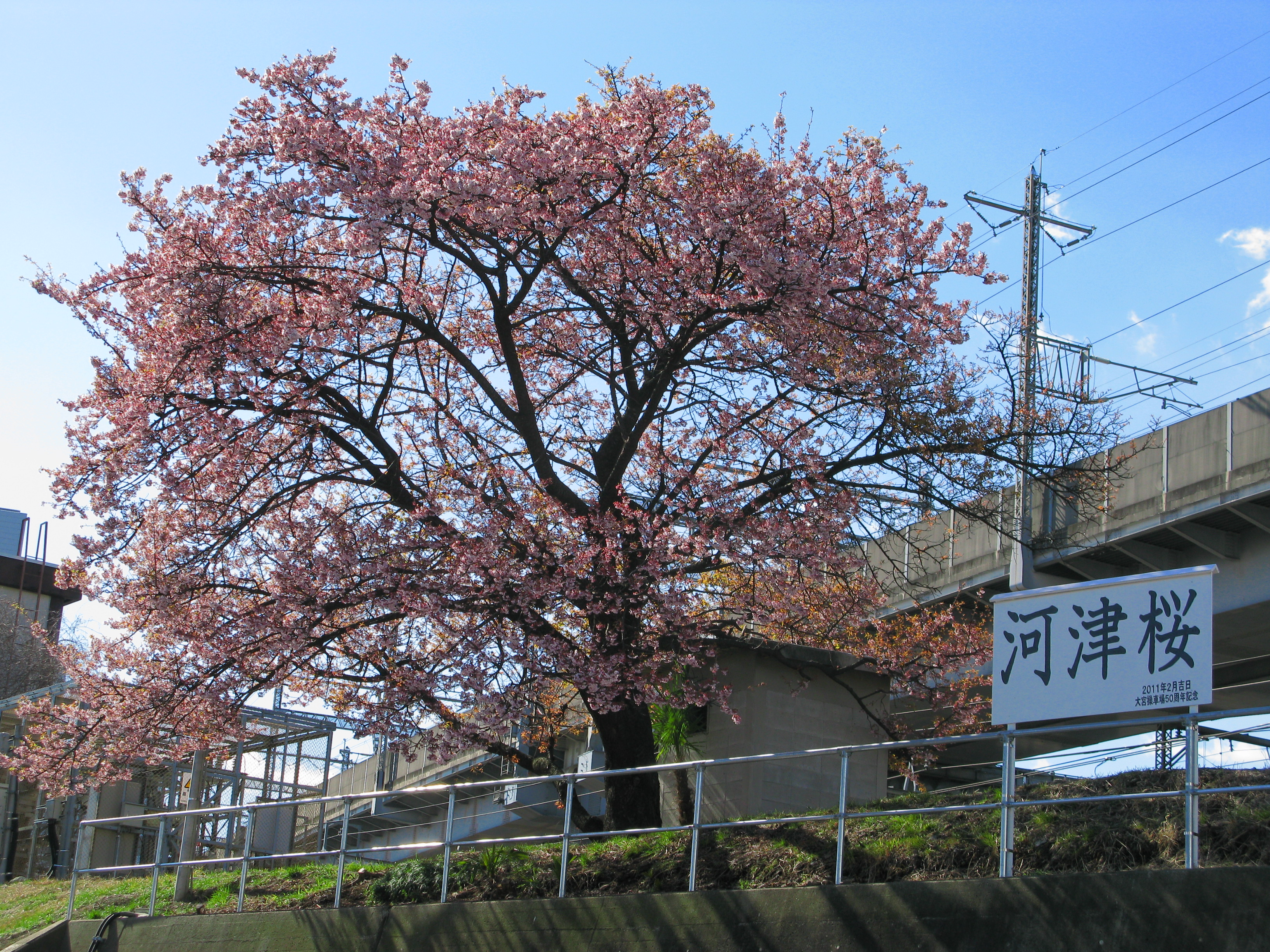
大宮操車場の河津桜（大宮操の桜）

- 大宮操車場の入り口付近に樹齢100年といわれる河津桜の大木があり「大宮操の桜」と呼ばれている。車窓からも望むことができる（最も近いのは宇都宮線・高崎線の下り列車）。開花時期は2月中旬から3月中旬。

## 隣の駅
東日本旅客鉄道（JR東日本）
東北本線
与野駅 (1.8km)  - さいたま新都心駅 (0.7km)  - 大宮操車場 - 大宮駅 (0.9km)